# Steve Martini
Steve Martini (28 de febrero de 1946) es un escritor de novelas jurídicas estadounidense.

## Biografía
Steve Martini nació en San Francisco, California, y creció en el área de la bahía de San Francisco y en el Sur de California.
Se graduó con honores de la Universidad de California en Santa Cruz. En sus comienzos como profesional se dedicó al periodismo en Los Ángeles.
Obtuvo su título de abogado en la Escuela de Derecho "Pacific's McGeorge School of Law".
Inició su práctica privada en 1974 como abogado en Sacramento en la firma de abogados "CoBen, Cooper and Zilaff", donde se dedicó tanto al derecho civil como al penal.
En 1984 Martini se dedicó de lleno a la literatura escribiendo novelas de ficción jurídicas.
John Grisham ha dicho sobre Martini que es un "maestro del suspenso".